# 胃宿增三
英仙座21，又名BD+31 509，HD 18296、SAO 56031、HR 873，是英仙座的一颗恒星，视星等为5.11，位于銀經151.88，銀緯-23.77，其B1900.0坐标为赤經2h 51m 12.9s，赤緯+31° -23.77′ 54″。